# Qeshlāq-e Ganjī
Qeshlāq-e Ganjī (persiska: قشلاق گنجی) är en ort i Iran.   Den ligger i provinsen Teheran, i den centrala delen av landet, 50 km sydost om huvudstaden Teheran. Qeshlāq-e Ganjī ligger 955 meter över havet och antalet invånare är 414.
Terrängen runt Qeshlāq-e Ganjī är platt.Runt Qeshlāq-e Ganjī är det tätbefolkat, med 297 invånare per kvadratkilometer. Närmaste större samhälle är Qarchak, 17,4 km nordväst om Qeshlāq-e Ganjī. Trakten runt Qeshlāq-e Ganjī består till största delen av jordbruksmark.